# 西村美樹
西村 美樹（にしむら みき、1982年4月14日 - ）は日本の陸上競技選手（中距離種目）、ラグビー選手。女子800m前日本記録保持者。

## 経歴
東京高校に入学し、素質が開花。
1999年、高校2年時に日本選手権800mにて2分9秒33で優勝。
2000年、高校3年時に岐阜インターハイ800mにて2分4秒00の高校新記録で優勝。6月下旬に近畿高校総体で2分05秒台の好記録をだして対抗一番手と目されていた橋本歩が怪我で力を発揮できなかったため、圧倒的大差をつけた。
2001年、東京学芸大学に進学。進学して間もなく、IAAF国際グランプリ大阪にて800mで2分02秒23の日本新記録を樹立。前半積極的に外国人選手に食らいついた素晴らしいレースを披露したものの、マスコミはハンマー投の室伏広治の撮影に躍起になってしまい、日本記録更新のシーンを残していないという事態を起こしてしまった（「日本新記録の誕生です。」という場内アナウンスが流れるまで気が付かなかった。）。ちなみに、この記録は第7回エドモントン世界陸上競技選手権の参加標準記録Bまでわずか0秒23だったため、中距離で世界と十分戦える望みが西村に託されていた。
2003年、日本選手権にて800mで2分02秒10と日本記録を更新する走りで優勝。400mを59秒で通過するなど、前半から積極的にとばして完全なる独走態勢に入っての勝利だった。ただ、同年の日中対抗室内で日本記録を大きく上回る2分00秒78というタイムでアジア室内記録を更新した東学大の先輩で京セラの杉森美保は椎間板ヘルニアで欠場していたため、杉森との対決は実現しなかった。
2004年、アテネオリンピック出場をかけた日本選手権で杉森に2分00秒46の日本新記録を樹立されて優勝を逃し、アテネオリンピック出場はならなかった。しかし、関東インカレと日本インカレで800m4連覇という偉業を成し遂げる。
2005年、東京高校講師（保健体育）に就任。
2007年、自衛隊に入隊、自衛隊体育学校で競技を継続。
2011年、7人制ラグビーチーム、Rugirl7に入部。

## 自己記録
- 400m　57秒25(2004年)
- 800m　2分2秒10(2003年)
- 1500m　4分22秒28(2004年)